# Laura Mulvey
Laura Mulvey (15 augustus 1941) is een Britse feministische filmwetenschapper.

## Biografie
Mulvey is opgeleid aan de British St Hilda's College, Oxford. Ze werkt anno 2022 als hoogleraar op in het vak film en mediastudies aan Birkbeck, University of London. Hiervoor gaf ze les aan Bulmershe College, London College of Printing, de University of East Anglia en het British Film Institute.
Mulvey is bekend om haar essay, "Visual Pleasure and Narrative Cinema" die ze schreef in 1973 en werd gepubliceerd in 1975 in het invloedrijke Britse filmcritische tijdschrift Screen. In het essay gebruikte ze voor het eerst de term male gaze.